# Arturo Molina Sosa
Arturo Molina Sosa (Oaxaca, 11 de agosto de 1934-Oaxaca, 4 de diciembre de 2017) fue un médico ginecólogo y político mexicano.

## Biografía
Arturo Molina Sosa nació en Oaxaca en 1934 Es hijo de Porfiria Sosa una reconocida partera oaxaqueña y Jesús Molina Montesinos. Estudió la carrera de Médico Cirujano en la Universidad Nacional Autónoma de México de donde se graduó en 1958. En 1960 obtuvo la especialidad de Gineco-obstetricia en el Hospital General de México.
Además de su ejercicio como médico, el Dr. Molina Sosa fue secretario de Salud Pública del Estado de Oaxaca, activista político, activista sindical, legislador, director del Hospital “Doctor Aurelio Valdivieso”, catedrático de la UNAM, de la UABJO y de la Universidad de Guadalajara.,

## Carrera Médica
Se desempeñó como médico gineco-obstetra en el hospital Dr. Aurelio Valdivieso de Oaxaca, en donde ejerció como médico, practicó la docencia y del que también fue director En la práctica privada ejerció en un hospital propio en la ciudad de Oaxaca.
Durante 35 años trabajó en distintos puestos administrativos y médicos en el Hospital Civil de Oaxaca. La perspectiva del Dr. Molina Sosa sobre el servicio ofrecido por los médicos en el estado de Oaxaca aproxime los recursos y las prácticas que los ubiquen en un nivel sanitario satisfactorio. Para él la salud es un derecho de todos como semejantes y no un privilegio otorgado a ciertas clases o grupos sociales. Molina Sosa declara que su servicio hacia la sociedad como médico y humano se debe a las enseñanzas de su madre, quien le brindaba ayuda a la comunidad oaxaqueña humilde en épocas donde no había desarrollos tecnológicos. La legisladora Reyes Retana declaró en la ceremonia que le otorgó el Estado de Oaxaca para conmemorarlo por sus años de servicio que su trayectoria profesional ha dejado un rastro de conciencia, perseverancia, esfuerzo y constancia conllevado por su amor al Estado y al pueblo mexicano.

## Carrera política
- Fue Secretario de Salud de Oaxaca, entre 1985 y 1986.
- Diputado local por el PRI en Oaxaca en la LI Legislatura del Congreso del estado de Oaxaca de 1980-1983. Saulo Chavez Alvarado (Julio). «Historia Minima del poder legislativo del estado de Oaxaca.» (PDF). 2011. Carteles Editores-Proveedora Grafica de Oaxaca S.A. de C.V. p. 159. ISBN 978-607-7751-46-5.
- Fue director de la Comisión Estatal de Arbitraje Médico de Oaxaca conocido por sus siglas como (CEAMO) desde donde contribuyó a la elaboración de protocolos de atención.
Como político acercó al pueblo oaxaqueño al derecho a la salud, es el caso concreto de indígenas que parían en la calle por falta de atención., En su trayectoria política ha ayudado a fortalecer, recuperar y modernizar instituciones médicas como el IMSS, ISSSTE y los Servicios Públicos de Salud. De igual manera fundó el Colegio Oaxaqueño de Ginecología y Obstetricia.

## Reconocimientos
- 1992, Fue galardonado con el Premio Nacional de Cirugía “Doctor Gonzalo Castañeda”.[11]
- 2011, la Academia Mexicana Cirugía y la Universidad Regional del Sureste(URSE) le otorgaron el título de Maestro Emérito.[3]
- 2012, El Gobierno del Estado de Oaxaca le otorgó la distinción "Ciudadano Distinguido", que se entrega anualmente a personas vivas que han demostrado servir a la sociedad. En el caso del Dr. Molina Sosa, lo obtuvo por su amplia trayectoria en pro de la salud de los habitantes del estado.[12]
- 2013, El Servicio de Salud de Oaxaca le otorgó un reconocimiento por los 52 años de trayectoria médica pública y privada como gineco-obstetra.[5]

## Afiliaciones
- Es miembro de la Academia mexicana de Cirugía General.
- Socio del Colegio Médico de Oaxaca.
- Socio de la Sociedad Oaxaqueña de Ginecología y Obstetricia.
- Miembro de la Sociedad Médica del Hospital Gral. "Dr. Aurelio Valdivieso”.
- Socio honorario de la Sociedad Ecuatoriana de Ginecología y Obstetricía.
- Miembro de la Asociación Mexicana para el Estudio de la fertilidad y Reproducción Humana.
- Miembro de la Asociación Mexicana de Ultrasonido en Medicina Federación de Asociaciones de Ginecología y Obstetricia.
- Miembro Asociación Mexicana de Endoscopía Ginecológica y Microcirugía.